# Emmerson Mnangagwa
Emmerson Dambudzo Mnangagwa (Zvishavane, 15 de setembro de 1946) é um advogado e político do Zimbábue, atual presidente de seu país desde 2017. Membro da União Nacional Africana do Zimbábue - Frente Patriótica (ZANU-PF), foi ainda vice-presidente da república de dezembro de 2014 até novembro de 2017.
Aliado de longa data do ex-presidente Robert Mugabe, ocupou vários cargos no gabinete e foi vice-presidente até novembro de 2017, quando foi exonerado antes de chegar ao poder após um golpe de Estado. Ele garantiu seu primeiro mandato completo como presidente nas disputa das eleições gerais de 2018. Mnangagwa foi reeleito em 2023 com 52,6% dos votos. Nelson Chamisa ficou em segundo lugar com 44%.

## Biografia
Mnangagwa nasceu em 1942 em Zvishavane, Rodésia do Sul, em uma grande família xona. Seus pais eram agricultores e, na década de 1950, foram forçados a mudar-se para a Rodésia do Norte devido ao ativismo político do seu pai.
Tornou-se ativo na política anticolonial e, em 1963, juntou-se ao recém-formado Exército Africano de Libertação Nacional do Zimbábue (ZANLA), ala militante da União Nacional Africana do Zimbábue (ZANU). Retornou à Rodésia em 1964 como líder da "Gangue dos Crocodilos", um grupo que atacou fazendas de propriedade de brancos nas Terras Altas Orientais. Em 1965, ele bombardeou um trem perto de Fort Victoria (atual Masvingo) e ficou preso por dez anos, sendo libertado e deportado à recém-independente Zâmbia.
Mais tarde, estudou direito na Universidade da Zâmbia e exerceu advocacia durante dois anos antes de ir para Moçambique para voltar a ingressar na ZANU. Em Moçambique, foi designado assistente e guarda-costas de Robert Mugabe e acompanhou-o no Acordo de Lancaster House, que resultou no reconhecimento da independência do Zimbábue em 1980.
Após a independência, Mnangagwa ocupou uma série de cargos importantes no gabinete de Mugabe. De 1980 a 1988, foi o primeiro Ministro da Segurança do Estado do país e supervisionou a Organização Central de Inteligência. Seu papel nos massacres de Gukurahundi, nos quais milhares de civis matabeles foram mortos, é controverso. Mnangagwa foi Ministro da Justiça, Assuntos Jurídicos e Parlamentares de 1989 a 2000 e depois Presidente do Parlamento de 2000 a 2005, altura em que foi despromovido a Ministro da Habitação Rural por competir abertamente para suceder ao idoso Mugabe. Ele voltou a ser favorecido durante as eleições gerais de 2008, nas quais dirigiu a campanha de Mugabe, orquestrando a violência política contra a oposição do Movimento para a Mudança Democrática (MDC–T). Mnangagwa serviu como Ministro da Defesa de 2009 a 2013, quando voltou a ser Ministro da Justiça. Foi também nomeado primeiro vice-presidente em 2014 e foi amplamente considerado um dos principais candidatos à sucessão de Mugabe.
A ascendência de Mnangagwa foi contestada pela esposa de Mugabe, Grace Mugabe, e pela sua facção política da Geração 40. Mugabe demitiu Mnangagwa de seus cargos em novembro de 2017, fugindo para a África do Sul. Pouco depois, o general Constantino Chiwenga, apoiado por elementos das Forças de Defesa do Zimbábue e membros da facção política Lacoste de Mnangagwa, lançou um golpe de Estado. Depois de perder o apoio do ZANU–PF, Mugabe renunciou e Mnangagwa regressou ao Zimbábue para assumir a presidência.
Mnangagwa é apelidado de "Garwe" ou "Ngwena", que significa "o crocodilo" na língua xona — inicialmente porque esse era o nome da facção guerrilheira nacionalista que ele fundou, mas posteriormente por causa de sua astúcia política. A facção dentro do ZANU-PF que o apoia chama-se Lacoste, em homenagem à empresa francesa de roupas, cujo logotipo é um crocodilo. É conhecido em sua província natal, Midlands, como "o Poderoso Chefão". Mnangagwa foi incluído nas 100 pessoas mais influentes de 2018 pela revista Time.